# Млаке (Мута)
Млаке (словен. Mlake) — поселення в общині Мута, Регіон Корошка, Словенія. Висота над рівнем моря: 943,9 м.